# Flughafen Moulay Ali Cherif

i7
i11
i13
Der Flughafen Moulay Ali Cherif (IATA-Code: ERH, ICAO-Code: GMFK) ist der internationale Flughafen der Stadt Errachidia, Region Drâa-Tafilalet, Marokko. Der Flughafen hat eine Start- und Landebahn (13/31). Auf einer Länge von 3200 m können Flugzeuge bis zum Typ Boeing 747 starten und landen.

## Destinationen
Der Flughafen wird mehrfach von der Fluggesellschaft Royal Air Maroc besucht. Diese fliegt dreimal wöchentlich von Oktober bis März, und fünfmal wöchentlich von März bis Oktober den Flughafen Casablanca an. Zusätzlich bietet Europe Airpost einige Charterflüge nach Paris-Orly oder Bordeaux an.